# Ziňkiv
Ziňkiv (ukrajinsky Зіньків, rusky Зеньков – Zeňkov, polsky Zieńków) je město v Poltavské oblasti na Ukrajině. K roku 2006 měl přes deset tisíc obyvatel.

## Poloha a doprava
Ziňkiv leží na říčce Tašani, přítoku Hruň-Tašani v povodí Pselu. Od Poltavy, správního střediska oblasti, je vzdálen přibližně osmdesát kilometrů severně.
Přes Ziňkiv vede silnice T-1706 z Haďače do Poltavy.

## Dějiny
První zmínka je z roku 1604. V roce 1781, kdy byl součástí ruského impéria, se Ziňkiv stal městem.